# Île de la Sucrerie
L’île de la Sucrerie est une île de Belgique située à Huy (province de Liège). Elle est située à proximité de l'île du Bosquet.

## Géographie
L'île est étroite et en longueur,.

## Faune et flore
L'île est fréquenté par des castors et des martins-pêcheurs. On y trouve également des canards domestiques et des tortues de Floride.
La végétation est dominée par les saules blancs (Salix alba). D'autres espèces d'arbres sont présentes dont les peupliers hybrides, les aulnes glutineux, des sycomores, des sureaux noirs.
Au sol, des espèces nitrophiles sont présentes : Rubus sp., Urtica dioica, Symphytum officinale, Humulus lupulus, Rumex hydrolapathum notamment.